# Алайска долина
Алайската долина (на киргизки: Алай өрөөнү; на руски: Алайская долина) е обширна долина в южната част на Киргизстан (Ошка област), разположена в Памиро-Алайската планинска система между Алайския хребет на север и Заалайския на юг. Дължина от запад на изток 150 km, ширина от 8 до 25 km, площ около 1700 km². Надморска височина от 2240 m на запад до 3536 m (прохода Тонмурун) на изток. Отводнява се от река Кизилсу (дясна съставяща на Сурхоб, от басейна на Вахш) и нейните притоци (Кизил Агин, Ачикташ, Комансуу, Алтъндаря и др.). Дъното ѝ е плоско, покрито с алувиални и пролувиални наслаги, като на юг и на места в средната част се срещат ниски моренно-хълмисти възвишения. Покрита е с планински пасища. В източната ѝ част ют юг на север преминава участък от Памирския тракт (Хорог – Ош). В нея са разположени около 20 населени маста, най-големи от които са Сариташ на изток и Дарот Коргон на запад.

## Топографска карта
- J-42-Б М 1:500000[2]
- J-43-А М 1:500000[3]